# Col du Chandelier
Le col du Chandelier est un col routier des Pyrénées, situé dans le département de l'Aude au sud-ouest de la commune de Puivert. Son altitude est de 855 mètres.

## Géographie
Le col se situe sur la route départementale 120, en pays de Sault, dans l'environnement forestier de la forêt de Puivert et au sud du pic du Minier (1 108 m). Le sentier de grande randonnée 367 également dénommé sentier Cathare passe à 100 m au sud-est.

## Histoire
À partir de mars 1943, le maquis de Picaussel joue un rôle déterminant dans la Libération de l'Aude qui survient le 25 août 1944. Son poste de commandement, devenu un mémorial et accessible par un chemin balisé, était installé dans une grange au sud-est du col, dans la forêt de Picaussel alors moins dense qu'aujourd'hui.

### Cyclisme

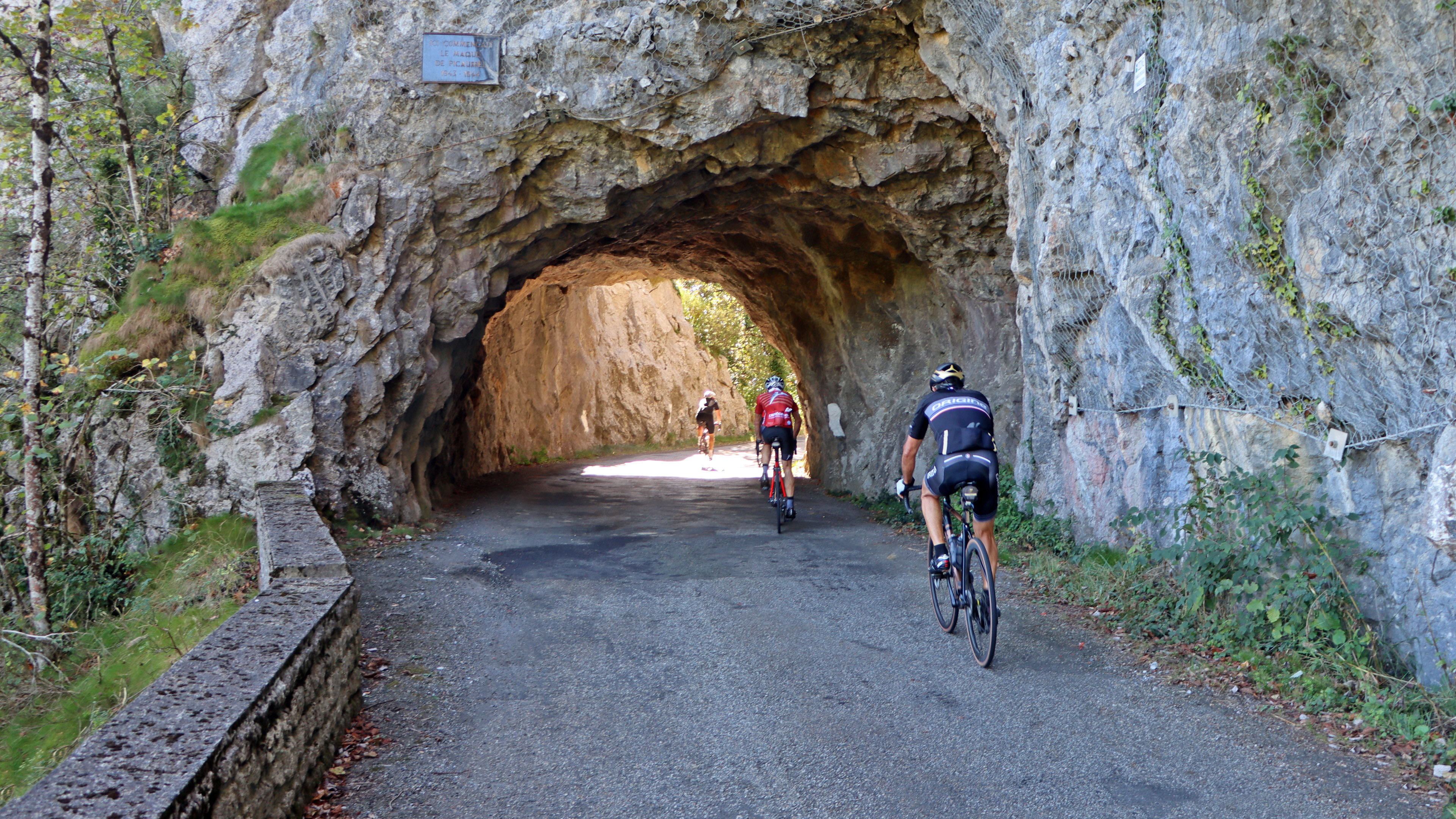
Le tunnel de Lescale à 500 m du col.

## Activités

### Spéléologie
Dans ce secteur du plateau de Sault, l'eau circule non pas en surface mais au sein d'un vaste réseau karstique mal connu jusqu'aux années 2020. Dix-huit spéléologues du spéléo-club de l’Aude ont pu réaliser en six heures la liaison entre l’aven du Vieux Lion et le trou du Chandelier (vallée du Blau). Au préalable, une galerie creusée en forêt de Comefroide-Picaussel a permis de rejoindre le 3 avril 2021 dans de bonnes conditions d'accès la surface et le réseau profond de 75 mètres. 69 journées de désobstruction, 297 participations et 1 800 heures de travail ont été nécessaires,.